# Gare (gmina Preševo)
Gare (cyr. Гаре) – wieś w Serbii, w okręgu pczyńskim, w gminie Preševo. W 2002 roku pozostawała niezamieszkana.